# Karlštejn v kultuře
Seznam Karlštejn v kultuře obsahuje výčet literárních děl, filmů a televizních pořadů, jejichž děj se odehrává na Karlštejně nebo jsou s hradem jinak úzce spojeny.

## Hrad v literatuře
Následující výčet knih obsahuje díla, která se odehrávají bezprostředně na Karlštejně nebo se Karlštejna tematicky dotýkají. Uvedený seznam nemusí být úplný:

| Název díla | Žánr              | Autor                        | Rok prvního vydání |
| --- | ----------------- | ---------------------------- | ------------------ |
| Karlštejnské vigilie | Historická novela | František Kubka              | 1943               |
| Pohlednice z Karlštejna | Novela            | Jiří Loket                   | 1993               |
| Návrat z ráje | Science fiction   | Čestmír Vejdělek             | 1961               |
| Pověsti karlštejnské | Pověsti           | Václav Vladivoj Tomek        | 1958               |
| Pověsti karlštejnského podhradí | Pověsti           | Viktor Palivec               | 1970               |
| Výbor karlštejnských pověstí | Pověsti           | František Šik                | 1948               |
| Historické romány a povídky V. Beneše Třebízského - 2. díl, Pod Karlštejnem - 3. díl, Masopust na Karlštejně - 4. díl, Ve stínech Karlova Týna | Povídky           | Václav Beneš Třebízský       | 1933–1937          |
| Povídky karlštejnského havrana | Povídky           | Václav Beneš Třebízský       | 1958               |
| Slavičí stezka a jiné historické povídky - Karlštejnský strážce                                                                                | Povídky           | Alois Dostál                 | 1925               |
| Krvavé příběhy z hradů a zámků - Karlštejn: Čtyři vraždy na zasedání královské rady                                                            | Povídky           | Felix Krumlowský             | 2008               |
| Povídky ze starých hradů - Z Karlštejna | Povídka           | Karel Václav Rais            | 1922               |
| Neprodal jen Karlštejn: literární koláž o Harry Jelínkovi - Baron z Karlštejna                                                                 | Literární koláž   | Arno Bělohlávek, Karel Dobeš | 1984               |
| Zmizení hradu Karlštejna: detektivní pohádky                                                                                                   | Pohádka           | Čeněk Pražák                 | 1996               |
| Karlštejn: Libretto o třech dějstvích: podle Jaroslava Vrchlického „Noci na Karlštejně“                                                        | Libreto           | Otokar Fischer               | 1916               |
| Noc na Karlštejně | Divadelní hra     | Jaroslav Vrchlický           | 1884               |
| Medvěd na Karlově Týně | Drama             | Jan Ort Hradčanský           | 1933               |
| Smrt na Karlštejně: detektivní román z doby vlády Václava IV.                                                                                  | Historický román  | Jan Bauer                    | 2017               |
| S cejchem ďábla: když na Karlštejně vládla Kateřina Bechyňová                                                                                  | Historický román  | Oldřiška Ciprová             | 2018               |
| Čachtická paní z Karlštejna | Historický román  | Richard Dostál               | 2006               |
| Bestie z Karlštejna | Historický román  | Naďa Horáková                | 2008               |
| Záhadný mistr Theodorik | Historický román  | Jiří Svetozar Kupka          | 2007               |
| Krvavý Karlštejn: hrůzný příběh české čachtické paní z roku 1535 za vlády Ferdinanda I.                                                        | Historický román  | František Lev                | 2005               |
| Obrázky ze života mého a jiné povídky - Karlův Tejn                                                                                            | Historický román  | Karel Hynek Mácha            | 1919               |
| Karlštejn | Historický román  | Jan Slezák                   | 1948               |
| Klíč ke Karlštejnu | Historický román  | Antonín Winter               | 1992               |
| Karlštejnská romance - Dívka s bílým květem | Báseň             | Jan Balaštík                 | 1992               |
| Domovem i cizinou: z rozptýlených listů 1900–1910 - Karlštejn                                                                                  | Báseň             | Emanuel Čenkov               | 1910               |
| Sny a touhy: básně B. Formana - Na Karlštejně                                                                                                  | Báseň             | Bohumil Forman               | 1890               |
| Sny královské - U Karlova Týna | Báseň             | Adolf Hejduk                 | 1920               |
| Paličovy sloky - Karlštejn | Báseň             | Karel Horký                  | 1905               |
| Motýli a vosy - Z Karlštejna Jaroslavu Vrchlickému                                                                                             | Báseň             | Jaroslav Kvapil              | 1946               |
| Hřbitovní býlí - Romance karlštejnská | Báseň             | Václav Lacina                | 1952               |
| Dílo Karla Hynka Máchy, díl 1. - Z temna lesa žežulička                                                                                        | Báseň             | Karel Hynek Mácha            | 1928               |
| Básně 1 - Karlštejn | Báseň             | Jan Neruda                   | 1951               |
| Z domova - „Půlnoční" na Karlštejně | Báseň             | Karel Václav Rais            | 1918               |
| Maminka - Karlův Týn | Báseň             | Jaroslav Seifert             | 1986               |
| Čítací kniha pro ústavy učitelské, díl 1. - Tajemná hrana                                                                                      | Báseň             | Josef Wünsch                 | 1879               |

## Hrad ve filmu
| Název filmu                       | Žánr               | Rok výroby | Režisér                 | Záběry hradu ve filmu                                                                |
| --------------------------------- | ------------------ | ---------- | ----------------------- | ------------------------------------------------------------------------------------ |
| Jan Hus                           | Historické drama   | 2015       | Jiří Svoboda            | natočena krátká scéna mezi 1. a 2. hradní bránou                                     |
| Velká sázka o malé pivo           | Komedie            | 1981       | Vít Hrubín              | natáčeno v exteriérech hradu a uvnitř dřevěného můstku mezi Velkou a Mariánskou věží |
| Co je doma, to se počítá, pánové… | Komedie            | 1980       | Petr Schulhoff          | natočen krátký záběr na hrad ve scéně v obci Karlštejn                               |
| Noc na Karlštejně                 | Historický muzikál | 1973       | Zdeněk Podskalský st.   | natáčeno v exteriérech hradu a interiéru kaple sv. Kříže                             |
| Údolí včel                        | Historické drama   | 1967       | František Vláčil        | natočeno několik scén ve 3., 4. a 5. poschodí Velké věže                             |
| Otec Kondelík a ženich Vejvara    | Komedie            | 1937       | Miroslav Josef Krňanský | natočeny krátké scény v exteriérech hradu                                            |
| Noc na Karlštejně                 | Komedie            | 1919       | Olaf Larus-Racek        | natáčeno v exteriérech a interiérech hradu                                           |

## Hrad v televizní tvorbě
V tabulce níže jsou uvedeny televizní dokumenty či reportáže, které byly částečně nebo celé natáčeny na hradě Karlštejně:

| Název TV dokumentu | Rok výroby | Režisér                            | Výrobce                           |
| --- | ---------- | ---------------------------------- | --------------------------------- |
| Studio 6, reportáž, Na hradě Karlštejn se mění kastelán                                                                | 2019       |                                    | Česká televize                    |
| Události v kultuře, reportáž, Rekonstrukce hradu Karlštejn                                                             | 2018       |                                    | Česká televize                    |
| Události v kultuře, reportáž, Fresky na Karlštejně potřebují opravit                                                   | 2017       |                                    | Česká televize                    |
| Karel IV. očima Jiřího Fajta                                                                                           | 2017       | Michal Herz                        | Česká televize                    |
| Národní klenoty, Karlštejn - Císařská klenotnice                                                                       | 2017       | Otto Kallus                        | Česká televize                    |
| Náš Karel IV. 1316–1378, díl 4, Víra, duchovní svět                                                                    | 2016       | Charilaos Karadžos, Jiří Vondráček | Česká televize                    |
| Náš Karel IV. 1316–1378, díl 8, Karlovy hrady                                                                          | 2016       | Charilaos Karadžos, Jiří Vondráček | Česká televize                    |
| Sedm pečetí Karla IV., díl 2, Architekt zemí Koruny české                                                              | 2016       | Zdeněk Pojman                      | Česká televize                    |
| Sedm pečetí Karla IV., díl 4, Zbožný panovník a ochránce víry                                                          | 2016       | Zdeněk Pojman                      | Česká televize                    |
| Toulavá kamera, reportáž 2, Karlštejn                                                                                  | 2016       | Hanuš Hackenschmied                | Česká televize                    |
| Karlštejnský poklad (dokumentární film vytvořený pro výstavu Karlštejnský poklad – kultura císařského dvora Karla IV.) | 2016       | Národní památkový ústav            | OBLIGO Film                       |
| Hrad Karlštejn | 2015       | Ondřej Tylčer, Robert Forman       | UNESCOMŮŽEŠ, Ministerstvo kultury |
| Události, reportáž, Tajná chodba na Karlštejně                                                                         | 2015       |                                    | Česká televize                    |
| Karel IV., z Boží milosti král                                                                                         | 2013       | Jolana Matějková                   | Česká televize                    |
| Toulavá kamera, reportáž 4, Karlštejn                                                                                  | 2012       | Hanuš Hackenschmied                | Česká televize                    |
| Bílá místa III, Česká Čachtická paní?                                                                                  | 2009       | Milan Růžička, ARAS                | Česká televize                    |
| Štíty království českého, díl 4, Štíty Lucemburků                                                                      | 2008       | Robert Sedláček                    | Česká televize                    |
| Štíty království českého, díl 5, Hrady nedobyté                                                                        | 2008       | Robert Sedláček                    | Česká televize                    |
| Toulavá kamera, reportáž 3, Karlštejnské věže                                                                          | 2006       | Hanuš Hackenschmied                | Česká televize                    |
| Toulavá kamera, reportáž 1, Karlštejn                                                                                  | 2005       | Hanuš Hackenschmied                | Česká televize                    |
| Archiv ČT24, reportáž, Špatná statika hradu                                                                            | 2004       | Miroslav Petráček                  | Česká televize                    |
| Archiv ČT24, reportáž, Rekonstrukce kaple sv. Kříže                                                                    | 2000       | Miroslav Petráček                  | Česká televize                    |
| O poklad Anežky České, 100. díl, Karlštejn                                                                             | 2000       | Antonín Vomáčka                    | Česká televize                    |
| Svět, kde se nežebrá aneb Galerie podvodníků v Čechách, Karlštejn Harryho Jelínka                                      | 1999       | Michal Najbrt                      | Česká televize                    |
| O poklad Anežky České, Karlštejn                                                                                       | 1996       | Antonín Vomáčka                    | Česká televize                    |
| Archiv ČT24, reportáž, Protest Šermířů                                                                                 | 1991       | Miroslav Petráček                  | Česká televize                    |
| Karlštejn | 1991       | Maxmilián Petřík                   | Art Centrum                       |
| Archiv ČT24, reportáž, Opravy hlavní věže                                                                              | 1988       | Miroslav Petráček                  | Česká televize                    |
| Archiv ČT24, reportáž, Špatné osvětlení                                                                                | 1984       | Miroslav Petráček                  | Česká televize                    |
| Karlštejn | 1956       | Svatopluk Studený                  |                                   |
| Archiv ČT24, reportáž, 600 let od založení                                                                             | 1948       | Miroslav Petráček                  | Česká televize                    |